# Roberto Locatelli
Roberto Locatelli (ur. 5 lipca 1974 roku w Bergamo) – włoski kierowca motocyklowy. Mistrz Świata Moto GP w klasie 125 cm³ z 2000 roku.
Uczestnik aż 208 Grand Prix. Triumfator 8 wyścigów, zdobywca 18 pole position i 10 najszybszych okrążeń. Łącznie stawał 24 razy na podium. Obecnie startuje w zespole Metis Gilera w klasie 250 cm³, mając za partnera mistrza świata 250 cm³ Marco Simoncelliego.